# Phengodes vazquezae
Phengodes vazquezae is een keversoort uit de familie Phengodidae. De wetenschappelijke naam van de soort is voor het eerst geldig gepubliceerd in 1978 door Zarazoga.